# Кратеропа західна
Кратеро́па західна (Turdoides gymnogenys) — вид горобцеподібних птахів родини Leiothrichidae. Мешкає в Анголі і Намібії.

## Підвиди
Виділяють два підвиди:
- T. g. gymnogenys (Hartlaub, 1865) — південно-західна Ангола;
- T. g. kaokensis (Roberts, 1937) — північно-західна Намібія.

## Поширення і екологія
Західні кратеропи живуть в сухих лісах, чагарникових заростях і саванах.